# Swinglea glutinosa
Swinglea glutinosa là một loài thực vật có hoa trong họ Cửu lý hương. Loài này được (Blanco) Merr. miêu tả khoa học đầu tiên năm 1927.

## Hình ảnh

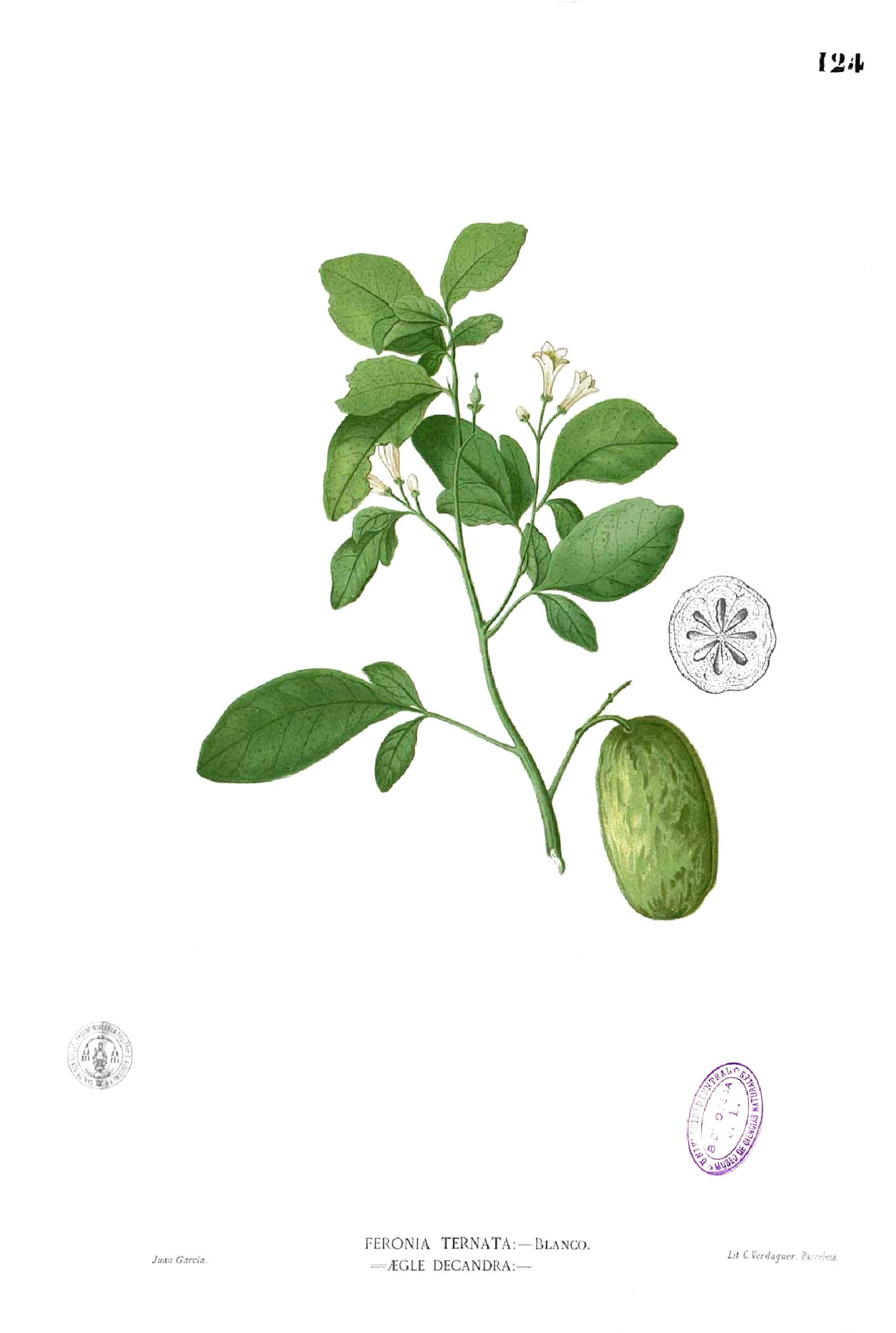
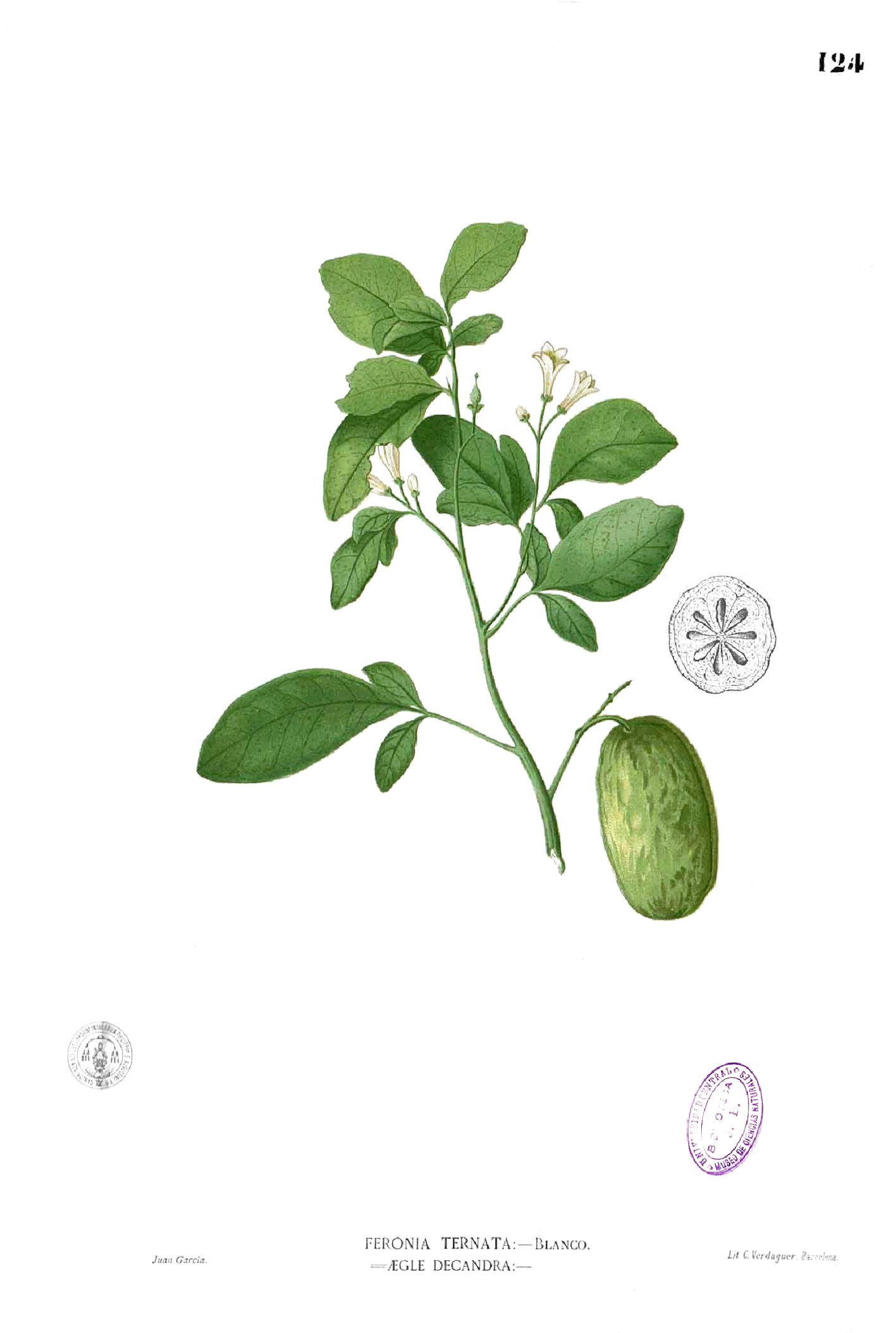